# Бушеча Вас
Бушеча Вас (словен. Bušeča vas) — поселення в общині Брежиці, Споднєпосавський регіон, Словенія. Висота над рівнем моря: 155,6 м.